# Julie Cobb
Julie Frances Cobb (Los Angeles, 29 maggio 1947) è un'attrice statunitense.

## Biografia
È figlia dell'attore Lee J. Cobb e dell'attrice Helen Beverley.
Dal 1976 al 1978 è stata sposata con l'attore e regista Victor French.
Dal 1986 al 2005 è stata sposata con l'attore e attivista James Cromwell.

## Filmografia parziale

### Cinema
- Noi due soli (Just You and Me, Kid), regia di Leonard Stern (1979)
- Una vita in fuga (The Runnin' Kind), regia di Max Tash (1989)
- Lisa... sono qui per ucciderti! (Lisa), regia di Gary Sherman (1990)
- Prossima fermata: paradiso (Defending Your Life), regia di Albert Brooks (1991)
- Dr. Jekyll e Miss Hyde (Dr. Jekyll and Ms. Hyde), regia di David Price (1995)
- The Happiest Day of His Life, regia di Ursula Burton (2007)
- Jelly, regia di Waleed Moursi (2010)

### Televisione
- Star Trek - 1 episodio (1968)
- The D.A. - 6 episodi (1971)
- La casa nella prateria (Little House on the Prairie) - Episodio 1x21 (1975)
- A Year at the Top - 5 episodi (1977)
- Le notti di Salem (Salem's Lot) - 2 episodi (1979)
- Brave New World - film TV (1980)
- Baby Sitter (Charles in Charge) - 22 episodi (1984-1985)
- Casa Keaton (Family Ties) - 2 episodi (1987)
- Quattro donne in carriera (Designing Women) - 2 episodi (1987)
- Magnum, P.I. - 3 episodi (1985-1988)
- Genitori in blue jeans (Growing Pains) - 4 episodi (1987-1989)
- Il tempo della nostra vita (Days of Our Lives) - 6 episodi (2002)
- Giudice Amy (Judging Amy) - 2 episodi (2001, 2004)
- Whatta Lark - 5 episodi (2017-2018)